# Şenköy, Midyat
Şenköy là một thị trấn thuộc huyện Midyat, tỉnh Mardin, Thổ Nhĩ Kỳ. Dân số thời điểm năm 2010 là 5.010 người.